# Domini gerarchici di protezione
In informatica i domini gerarchici di protezione (anche detti livelli) sono una particolare modalità di strutturazione del meccanismo di protezione di un sistema informatico, composta su una strutturazione dei permessi, dove i permessi degli oggetti informatici da quest'ultimo generato (i processi) vengono ad interagire con le risorse dell'hardware (memoria, accessi I/O etc...), in modo tale che ogni soggetto possa interfacciarsi solo con gli oggetti aventi uno stato di permesso inferiore o uguale al proprio, provvedendo così, che vi siano solo accessi definiti e pianificati (detti socket) per accedere attraverso gusci di interfaccia che andranno progressivamente ad incapsulare l'hardware.
I vari elementi informatici verranno in tale modo ad acquisire permessi secondo una gerarchia composta di livelli concentrici che permetterà ai sistemisti di valutare l'efficienza dello stato di protezione del sistema.
Tale organizzazione è dunque il metodo opposto rispetto a quello basato sulle capabilities, nel quale, invece, agli oggetti informatici inizializzati dal sistema verranno assegnati solo i permessi minimi e sufficienti per interfacciarsi con gli altri oggetti necessari alle proprie attività.